# Orcevaux
Orcevaux är en kommun i departementet Haute-Marne i regionen Grand Est (tidigare regionen Champagne-Ardenne) i nordöstra Frankrike. Kommunen ligger i kantonen Longeau-Percey som tillhör arrondissementet Langres. År 2022 hade Orcevaux 96 invånare.

## Befolkningsutveckling
Antalet invånare i kommunen Orcevaux
| Referens: INSEE |